# Blåsut, Stockholm

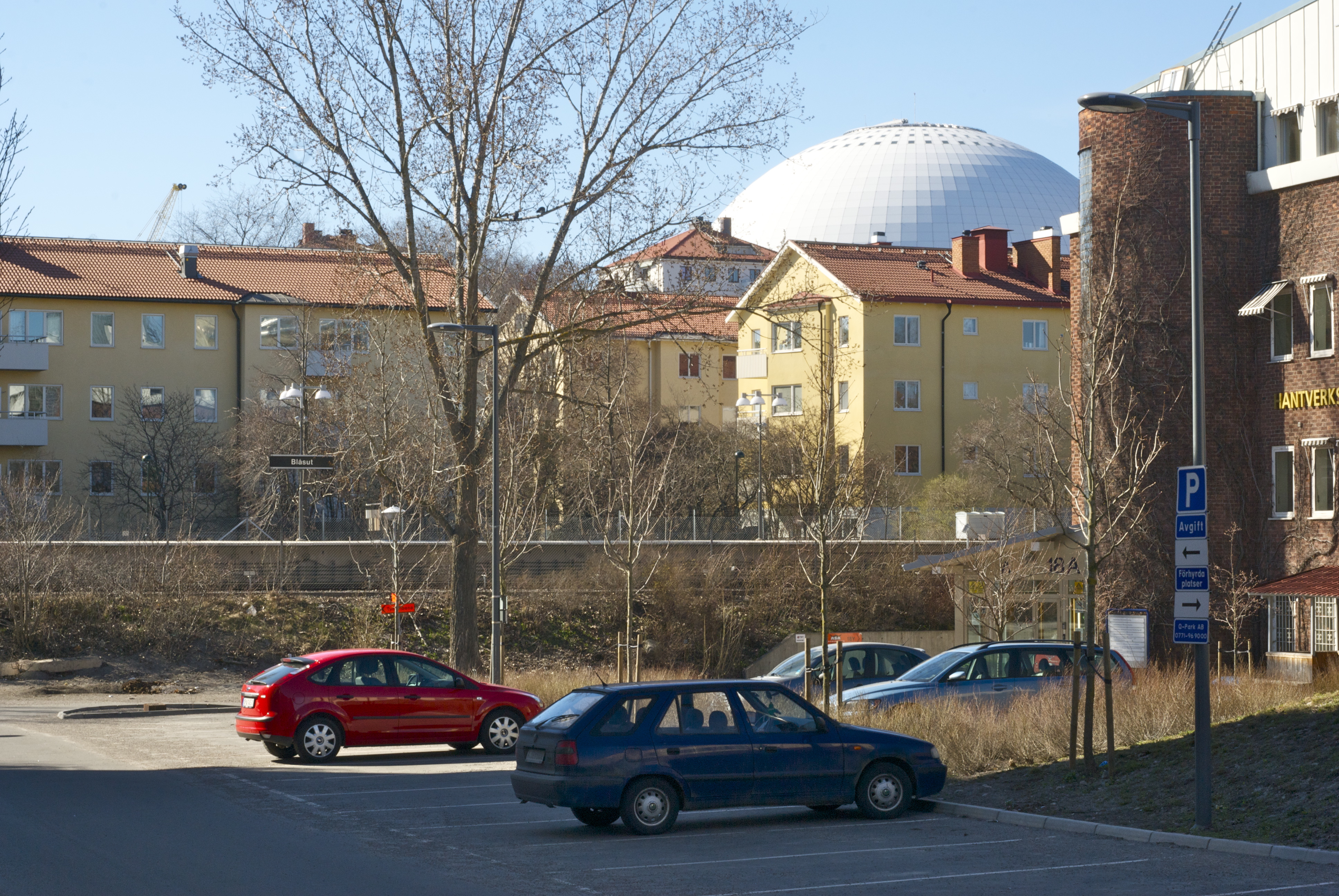
Bebyggelsen i Blåsut i april 2011. I förgrunden Blåsuts tunnelbanestation.

Blåsut är ett informellt område inom stadsdelarna Johanneshov och Hammarbyhöjden i Söderort inom Stockholms kommun. Vanligen avses det område som betjänas av tunnelbanestationen med samma namn, avgränsat av Blåsutparken i norr, Nynäsvägen i väster, Garagevägen i öster och Sofielundsvägen i söder.
Skärmarbrinks gård, som gett namn till tunnelbanestationen Skärmarbrink, ligger i Blåsut, inklämd mellan fastigheter byggda under andra världskriget. 1940-tals-bebyggelsen består av 40 fastigheter på västra sidan om tunnelbanan. På östra sidan om tunnelbanan finns SL:s Hammarbydepå, som nyligen tillbyggts, och 250 nya lägenheter, fördelade på tre bostadsrättsföreningar inom HSB.
Arenorna på västra sidan Nynäsvägen, Globen och 3Arena, syns från de flesta platser i Blåsut.
År 2014 bestod befolkningen i Blåsut av 1 125 individer, varav 15 % var utrikes födda.

## Historia
Namnet Blåsut kommer från ett skogvaktarboställe under Hammarby gård, nämnt 1768. Det kallades först Solbaset men från 1791 enbart Blåsut.  Ordet betydde blåsväder
eller blåsig plats och var vid denna tid ett vanligt namn på särskilt vindpinade ställen. Huvudbyggnaden låg mitt i nuvarande Blåsutvägen, i kurvan mellan Blåsutvägen 15 och 18, drygt 100 meter öster om Skärmarbrinks gård. Blåsuts granngårdar var, förutom Skärmarbrink, Stora Gungan, Sofielund och Nytorp.
Under det tidiga 1900-talet etablerades en svingård vid Blåsut, "Busslers slakteri". Fläsket från Blåsut var känt för sin goda kvalitet och hade en triangel som varumärke. 1916 eldhärjades svingården och de överlevande grisarna hittades springande på olika platser i Enskede. Runt 1920 höll man 2 000 djur, men verksamheten lades ner 1925.

## Tunnelbanestationen
Station Blåsut ligger på T-bana 1 längs gröna linjen mot Farsta strand. Det är en utomhusstation med en plattform och med en biljetthall i södra änden.
2008 invigdes stationens konstnärliga utsmyckning, utförd av Ann Edholm, med element som "fartränder", gestaltade av svart och vitt kakel, samt "en abstrakt komposition, som kan associera till ett ansikte".